# Radosław Wilkiewicz
Radosław Wilkiewicz (ur. 3 listopada 1970 w Koszalinie) – polski dyrygent, pedagog, skrzypek i wokalista, profesor nadzwyczajny na Akademii Sztuki w Szczecinie oraz ówczesny wykładowca dyrygentury klasycznej na Akademii Muzycznej w Bydgoszczy, której jest także absolwentem.

## Życiorys
Urodził się 1970 w Koszalinie jako syn Jana Wilkiewicza i Marianny Wilkiewicz z domu Cyrankowskiej.
Po zdaniu matury uzyskał świadectwo dojrzałości oraz dyplom ukończenia Państwowego Liceum Muzycznego im. Grażyny Bacewicz w Koszalinie w klasie skrzypiec.
Jest absolwentem studiów dziennych na Akademii Muzycznej w Bydgoszczy w klasie dyrygentury klasycznej (chóralnej i orkiestrowej) wykł. Henryka Nawotki i prof. Zbigniewa Bruny, a także w klasie wokalistyki klasycznej prof. Marka Moździerza (tytuł i dyplom magistra sztuki). W tej samej uczelni ukończył również podyplomowe studia chórmistrzowskie. Następnie przez wiele lat był wykładowcą (asystentem i adiunktem I st.) w swojej macierzystej uczelni – Akademii Muzycznej w Bydgoszczy, gdzie prowadził klasę dyrygentury klasycznej (chóralnej i orkiestrowej), chór akademicki, z którym przygotował wiele dzieł wokalno–instrumentalnych, a także żeński zespół wokalny.
Laureat II miejsca i Nagrody Specjalnej za najlepszą interpretację polskiej muzyki współczesnej w Konkursie Dyrygentów Chóralnych w Poznaniu (1994) oraz stypendysta Fundacji Kultury w Warszawie (1994-1996).
Był dyrygentem bydgoskiego Chóru Męskiego „Hasło” i Chóru Uniwersytetu Technologiczno–Przyrodniczego w Bydgoszczy, z którymi uzyskał wiele nagród i wyróżnień (m.in. Rumia, Legnica, Częstochowa, Katowice, Gorizia, Montreux, Tampere, Neapol, Neerpelt). Odznaczony Srebrną i Złotą Odznaką PZCHiO.
Dyrygował również chórem chłopięco – męskim „Soli-Deo” w Nakle n/Notecią.
Obecnie jest dyrygentem Chórów „Canzona” przy Centrum Kultury 105 w Koszalinie i Politechnice Koszalińskiej (nagrody i wyróżnienia w Łodzi, Chojnicach, Częstochowie, Rimini), Chóru Ukraińskiego „Potik” w Koszalinie, Chóru Żeńskiego „Kanon” w Cewlinie oraz Dziecięcej Akademii Chóralnej "Pomerania Cantat" w Koszalinie.
Współpracuje jako dyrygent i chórmistrz z Orkiestrą Symfoniczną Filharmonii Koszalińskiej m.in. w ramach kolejnych edycji Międzynarodowego Festiwalu Organowego w Koszalinie.
W 2014 uzyskał stopień doktora habilitowanego w Akademii Muzycznej w Gdańsku. Aktualnie jest profesorem nadzwyczajnym w Akademii Sztuki w Szczecinie, w której prowadzi zajęcia z dyrygentury.